# Eugenie Scott
Eugenie Carol Scott (født 24. oktober 1945) er amerikansk biologisk antropolog og har siden 1987 været direktør for National Center for Science Education (NCSE).
Hun er kendt som én af de ledende kritikere i USA af kreationisme og såkaldt intelligent design. I sin egenskab af direktør for NCSE, som bl.a. har til formål at forsvare undervisning af evolution i amerikanske skoler og bekæmpe religiøs indblanding i undervisningen, var hun sammen med kolleger videnskabelig konsulent for sagsøgerne i den kontroversielle retssag Kitzmiller v. Dover Area School District i 2005.